# داش آکل (فیلم ۱۳۹۶)
داش آکل فیلمی کارگردانی و تهیه‌کنندگی محمد عرب و نویسندگی منصور براهیمی محصول ۱۳۹۶ است.

## خلاصه داستان
فیلم سینمایی داش آکل برگرفته از کتاب سه قطره خون اثر صادق هدایت رابطهٔ عاشقانه ای را روایت می‌کند که «لوطیان» و «قداره کشان» آواز عشق «مرجان» را هنوز بعد از سال‌ها روایت می‌کنند. فیلمنامه‌ای به قلم «منصور براهیمی» با نگاه نو به سینمای نوستالژیک ایران. ماجرای قهرمانی‌ها و مردانگی و صداقت «داش آکل» را همهٔ مردم شیراز می‌دانند. یک حاجی شیرازی که زمانی با او همسفر بوده و فضایل نیک داش آکل را می‌دانسته قبل از مرگش وصیت می‌کند که داش آکل به کارهای زندگی و املاک او رسیدگی کند.

## بازیگران
- حسین یاری
- هلیا امامی
- مهران غفوریان
- فاطمه گودرزی
- محمدرضا شریفی‌نیا
- علی صادقی
- نیما شاهرخ شاهی
- ارسلان قاسمی
- سید مهرداد ضیایی
- ارژنگ امیرفضلی
- امیرحسین صدیق
- محسن افشانی
- علیرضا مسعودی
- قدرت‌الله صالحی
- امین ایمانی
- ایمان صفا